# 웨스터룬드 1 W26
웨스터룬드 1 W26(일반적으로 W26으로 약칭됨) 또는 웨스터룬드 1 BKS AS는 웨스터룬드 1 초성단 외곽에 위치한 적색초거성이다. 이 별은 지금까지 발견된 가장 반지름이 큰 별 중 하나이자 가장 광도가 높은 초거성중 하나이며, 반지름은 태양 반지름의 1,000배를 초과하고 광도는 태양 광도의 200,000배가 넘는다. 태양계의 중심에 배치된다면 광구는 목성의 궤도를 덮을 것이다.

## 발견

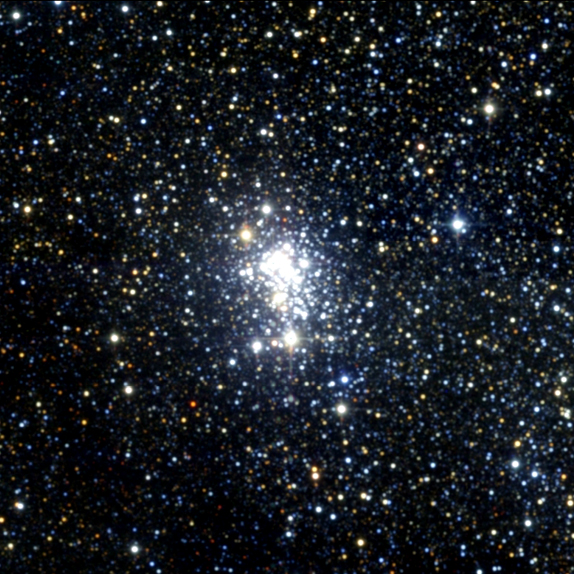
2MASS의 적외선 영역에서의 웨스터룬드 1

웨스터룬드 1은 1961년 벵트 웨스터룬드가 하늘의 회피대에서 적외선 조사를 하던 중 발견되었으며 "제단자리의 심하게 붉어진 성단"으로 묘사되었다. 잠정적으로 M형으로 간주되었던 가장 밝은 별을 제외하고는 당시 구성원의 분광형을 확인할 수 없었다.
1969년에 보그만, 쿠어니프 및 슬링거랜드는 성단에 대한 측광 조사를 실시하고 측정한 별에 문자를 할당했다. 강력한 전파원으로 확인된 이 별에는 문자 "A"가 부여되었다. 이로 인해 Simbad가 사용하는 웨스터룬드-1 BKS A라는 명칭이 사용되었지만 당시에는 성단이 웨스터룬드 1로 알려지지는 않았다. 당시 이 별은 제단자리 A로 불렸으며 성단에 제단자리 C라는 또 다른 강력한 전파원이 있었다. 전파 스펙트럼의 밝기로 인해 이 별은 희귀한 "전파별" 중 하나가 되었다. 웨스터룬드는 아직 웨스터룬드 1로 알려지지 않은 성단을 분광 관측하여 1987년에 발표했으며 별에 번호를 매겨 숫자 26과 스펙트럼 유형 M2I를 부여했다. 웨스터룬드는 또한 황새치자리의 대마젤란운에서 발견된 또 다른 주목할 만한 적색초거성인 WOH G64를 발견했다.
현대 용어는 1998년 제단자리 A를 별 26번, 제단자리 C를 별 9로 기술한 논문에서 이 성단을 웨스터룬드 1(Wd1)이라고 부르던 때부터 유래되었다.

## 물리적 특성

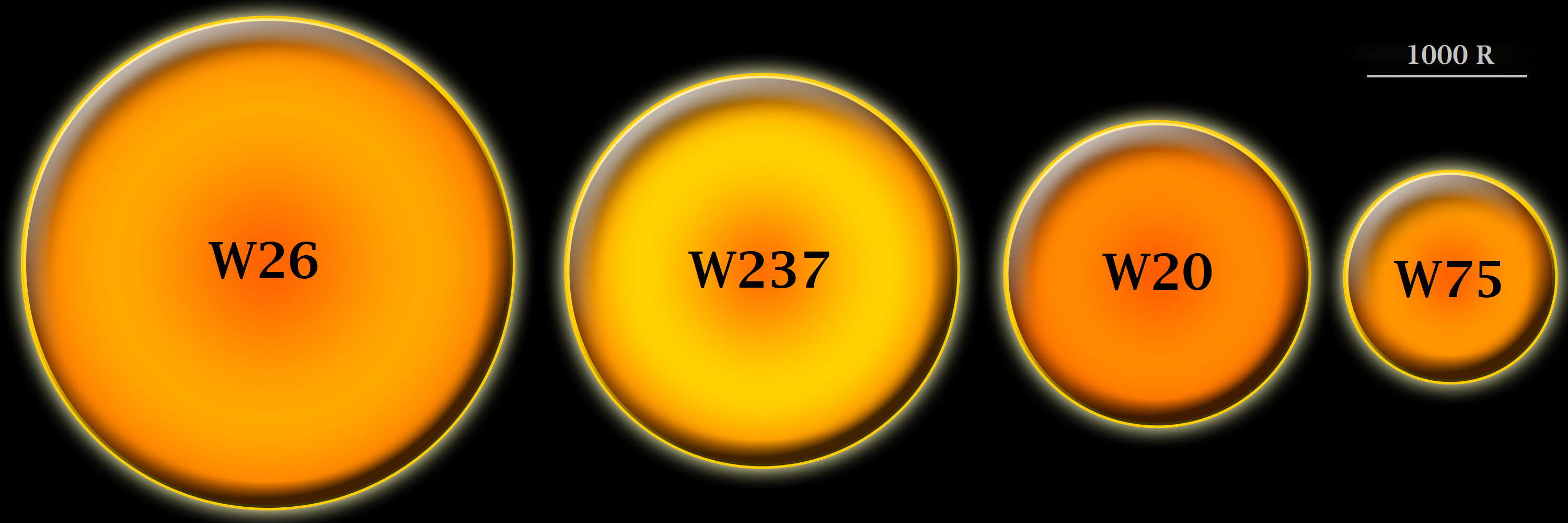
W26과 웨스터룬드 1 성단에 있는 다른 3개의 적색초거성과의 비교.

W26은 밝고 차가운 초거성으로 분류되며 헤르츠스프룽-러셀 도표의 우측 상단을 차지한다. 온도가 낮다는 것은 적외선 스펙트럼에서 에너지의 상당 부분을 방출한다는 것을 의미한다. 이는 또한 대기 물질의 엄청난 질량 손실을 보여주며 더 뜨거운 초거성으로 진화할 수 있음을 시사한다. W26은 여러 기간 동안 분광형(즉 온도)이 변화하는 것으로 관찰되었지만 광도는 변화하지 않았다.
이 별은 먼지로 인해 약 13등급이 소광되어 가시광선 파장에서 거의 가려져 있기 때문에 연구하기에 더 쉬운 장파장 적외선부터 전파 파장대까지 광범위하게 연구되어왔다. 분광형에 따르면 이 별은 광도가 높은 적색 별로 식별된다. W26의 복사광도는 K-밴드 적외선 밝기를 통해 M2와 M5 사이의 분광형에 따라 태양(L☉)보다 380,000배 또는 320,000배 더 높은 것으로 계산되었다. 이러한 광도는 분광형 M2 및 M5에 대해 각각 가정된 유효온도 3,660 K 또는 3,450 K을 기준으로 태양 반경(R☉)의 1,530배 또는 1,580배의 반경을 의미한다. 이러한 매개변수는 W26을 가장 광도가 높은 적색초거성 중 하나로 만들고 또 다른 주목할만한 적색초거성 큰개자리 VY에 대해 추정된 것과 유사하다.
스펙트럼 에너지 분포 피팅과 DUSTY 모델을 사용하여 스펙트럼을 기반으로 한 이전의 광도와 온도의 계산 결과는 1,100,000 L☉ 근처의 훨씬 더 높은 광도를 나타냈는데 이는 적색 초거성에서 예상되는 것보다 훨씬 더 밝다. 또한 이 모델은 또한 반경 2,519 R☉에 해당하는 3,700 K의 광구 온도를 제공하여 태양보다 160억 배 더 큰 부피를 나타낸다.

### 주변부
2013년 10월, 유럽 남부 천문대의 VST를 사용하는 천문학자들은 W26이 발광하는 이온화된 수소 구름으로 둘러싸여 있음을 발견했다. 이것은 광학 방출선을 통해 적색 초거성 주변에서 발견된 최초의 이온화된 성운이며, 1982년 백조자리 NML 주변에서 이온화된 성운이 발견된 다음이다. 성운은 별에서부터 1.30 파섹까지 뻗어있다. 웨스터룬드 1 W20과 W26의 성운은 모두 성단 핵에서 바깥쪽으로 뻗어 있고 안쪽 방향에서 가장 밝은데 이는 바깥쪽으로 향하는 성단풍을 나타낸다. 이후 연구에서는 웨스터룬드 1의 별 일부를 둘러싼 분출물을 분석했다. 연구는 W26의 분출물의 질량을 403×10−3 M☉으로 결정했고, 오차범위는 ± 94×10−3 M☉이었다.

## 같이 보기
- 웨스터룬드 1 W237
- 웨스터룬드 1 W75

## 더 읽어보기
- MacKey, Jonathan; Castro, Norberto; Fossati, Luca; Langer, Norbert (2015). “Cold gas in hot star clusters: The wind from the red supergiant W26 in Westerlund 1”. 《Astronomy & Astrophysics》 582: A24. arXiv:1508.07003. Bibcode:2015A&A...582A..24M. doi:10.1051/0004-6361/201526159. S2CID 54683876.